# Otevřený text
Otevřeným textem se v kryptografii rozumí text nezašifrovaný, čitelný. Jedná se tedy o vstup algoritmu šifrovacího a výstup algoritmu dešifrovacího. V původním historickém pojetí se jednalo skutečně o text v jazyce komunikujících, dnes pojem zobecněl a často se tím míní všeobecně jakákoliv nešifrovaná data, tedy například obrázky, videa, ale i třeba i data posílaná mezi bankomatem a bankou.
Z hlediska bezpečnosti šifrování je otevřený text tím, co se nesmí nikdy dostat do rukou útočníka, tedy musí být bezpečně uschováno mimo jeho dosah. Od šifer samotných se pak navíc obvykle požaduje, aby byly odolné vůči útoku se známým otevřeným textem a útoku s výběrem otevřeného textu.